# Solex (muzikant)
Elisabeth Esselink (Delft, 14 augustus 1965), artiestennaam Solex, is een Nederlands zangeres-songwriter.

## Carrière
In de jaren negentig was ze zangeres van de Amsterdamse noise-groep Sonetic Vet. Daarna ging ze als solomuzikant verder onder de artiestennaam Solex, naar de Franse bromfiets. Haar muziek is een combinatie van popmuziek, elektronica en geluidssamples, en kenmerkt zich door een aaneenrijging van samples van platen en van liveopnames bij concerten, voorzien van eigen teksten.

## Discografie

### Albums
- Solex Vs. the Hitmeister, 1998, Matador Records
- Pick Up, 1999, Matador Records
- Low Kick and Hard Bop, 2001, Matador Records
- The Laughing Stock of Indie Rock, 2004, Arena Rock Recording Co.
- In the Fishtank, Vol. 13, 2005, met M.A.E.
- Amsterdam Throwdown, King Street Showdown, 2010, met Cristina Martinez en Jon Spencer, BronzeRat Records
- Solex Ahoy!: The Sound Map of the Netherlands, 2013, Bronzerat Records 5051083068024

### Ep's
- Athens, Ohio, 2000, Matador Records

### Singles
- Solex All Licketysplit/Solex West, 1998, Matador Records